# Orco Tower
L'Orco Tower appelée aussi 'FIM Tower' est un gratte-ciel de 115 mètres de hauteur  construit à Varsovie en Pologne de 1992 à 1996.
La surface de plancher de l'immeuble est de 15 000 m2. Les concepteurs de la tour ont voulu que le maximum de l'espace soit utilisé ce qui fait que le hall d'entrée et la réception ont une taille très réduite. En moyenne 85 % de la surface de chaque étage est utilisé comme espace de bureaux.
La façade en bleu sombre est décorée avec des plaques de couleur saumon.
L'immeuble a été conçu par Amadeo Strada, Lorenzo Martinoia, Jacek Sokalski, Christian Biecher & Associés